# داركر ذان بلاك
داركر ذان بلاك (بالإنجليزية: Darker than Black)‏ هو اسم مسلسل أنمي من إنتاج بونز، MBS وأنيبليكس.

## مصطلحات هامة في المسلسل
- المنظمة
- العقد
- المقاول
- المرتدد
- ثمن العقد
- دمية
- PANDORA (تلفظ باندورا)
- إيفنينغ بريمروز (EPR)
- هيلز غيت/بوابة الجحيم
- هيفنز غيت/بوابة النعيم
- مستندات ميتاكا

## قصة الأنمي
قبل عدة سنوات. ظهرت في طوكيو بقعة غريبة، شاذة النوعية وغامضة. سميت ببوابة الجحيم.
سببت تلك البقعة دماراً وخراباً هائلاً في تلك المنطقة حيث أن الأجرام السماوية قد اختفت ولم تعد ظاهرة واستبدلت بنجوم غريبة ومزيفة.
وفي ذلك الوقت ظهر اشخاص ذوي قدرات خاصة وقوى غريبة، يعيشون متخفين عن الناس، كما انهـم سموا بالمتعاقدين (كونتراكتورز).
إنهم قادرين على القتل المتعمد بقواهم الخاصة لذلك قامت بعض الحكومات والدول بإستعمالهم كجواسيس وعملاء سريين مما يؤدي إلى نشوب معارك ومشاجرات عنيفة وقاسية للحصول على المعلومات.
أما عـن تلك النجوم المزيفة فكل واحدة لديها متعاقد تتعامل معه. وهي تتذبذب وتلمع عندما يستعمل المتعاقد التابع لها قواه الخارقة.
لكل متعاقد رمز خاص به. ولذلك يستطاع تحديد المتعاقد بواسطة رقمه النجمي -الرمز- والتي عادة ما تكون رموز معقدة وغير مفهومة.
قدرات المتعاقدون -الكونتراكتورز- المكتسبة جعلتهم شبه معدومي العواطف والأحاسيس، فهم لا يشعرون بالذنب لقتل أحد ولا يشعرون بإحساس كره القتل، ولكن من سماتهم أنهم عقلانيون ومنطقيون للغاية في اتخاذ قراراتهم.
أما عن سبب تسميتهم بالمتعاقدين فذلك لأنهم يجب عليهم أن يقوموا بدفع ثمنٍ لاستخدامهم قواهم الخارقة تلك، وغالباً ما تكون طريقة دفع ذلك الثمن بأحد الطرق التالية :
1. شرب الدم .
2. كسر أصابعهم .
3. أكل الزهور .

وغالباً ما يعمل هؤلاء المتعاقدون لأحد النقابات المنافسة المختلفة إما كجواسيس أو قتلة.

## الموسم الأول
تم عرض الموسم الأول تحت عنوان داركر ذان بلاك -المقاول الأسود- (DARKER THAN BLACK -黒の契約者- داركر ذان بلاك -كورو نو كيياكشا-) في اليابان من 5 أبريل 2007 إلى 28 سبتمبر من العام ذاته

## الشخصيات (المقاول الأسود، الحاصد الأسود)

### المنظمة
- هيه
- يين
- هوان
- ماو

### قسم شرطة العاصمة طوكيو

#### مكتب الأمن العام: القسم الرابع
- ميساكي كيريهارا
- يوسكي سايتو
- يوتاكا كونو
- كُنيو ماتسموتو
- مايو أوتسكا

#### مكتب الأمن العام
- يوشيميتسو هوراي

### المرصد الفلكي الوطني الياباني
- كانامي إيشيزاكي
- مراقبة النجوم

### الاستخبارات العسكرية، القسم السادس (MI6)
- نوفمبر 11
- إيبريل
- جولاي
- ديكيد

### إيفنينغ بريمروز
- أمبر
- أماغيري
- بريتا
- ماكي
- بأي

### PANDORA
- إيريك نيشيجيما

### وكالة المخابرات المركزية
- نيك هيلمان
- كورينا ماكو

### جهاز الأمن الإتحادي الروسي
- بيرتا
- إيزاك

### شخصيات ثانوية
- ميسُزو أوياما
- توشيرو أوياما
- جاي كوراساوا
- كيكو كايانوما

### آخرون
- وي زيجون

## الموسم الثاني
تم عرض الموسم الثاني تحت عنوان داركر ذان بلاك -جوزاء النيزك- (DARKER THAN BLACK -流星の双子- داركر ذان بلاك -ريوسيه نو جيميني-)

## الشخصيات (جوزاء النيزك)
- هيه
- ماو
- سأو بافليتشينكو
- شيون بافليتشينكو

### الاستخبارات العسكرية، القسم السادس (MI6)
- إيبريل
- جولاي
- أوغست 7

### القسم الثالث
- ميساكي كيريهارا
- يوكو ساواساكي
- مينا هازوكي
- غنما شيزومي
- غورو كوباياشي
- ميتشيرو

### CIA
- جون سميث

### آخرون
- أساكو ماكيميا
- دكتور ميخائيل بافليتشينكو
- نوريو

## طاقم إنتاج الأنمي
- الإخراج: تنساي أوكامورا
- تأليف النص الرئيسي: تنساي أوكامورا
- تصاميم الشخصيات الأصلية: يوجي إيواهارا
- تصميم الشخصيات، إخراج الرسوم المتحركة الرئيسي: تاكاهيرو كوموري
- الإخراج الفني: تاكاشي أوي
- الموسيقى: يوكو كانو (المقاول الأسود), ياسوشي إيشي (جوزاء النيزك)
- إنتاج الموسيقى: أنيبليكس
- إخراج الصوت: كازهيرو واكاباياشي
- إنتاج الرسوم المتحركة: بونز
- إنتاج: لجنة إنتاج DTB (المقاول الأسود), لجنة إنتاج DTBG (جوزاء النيزك)

## وصلات خارجية
- داركر ذان بلاك على موقع IMDb (الإنجليزية)
- داركر ذان بلاك على موقع ميتاكريتيك (الإنجليزية)
- داركر ذان بلاك على موقع نتفليكس (الإنجليزية)
- داركر ذان بلاك على موقع كينوبويسك (الروسية)
- داركر ذان بلاك على موقع ألو سيني (الفرنسية)
- داركر ذان بلاك على موقع قاعدة بيانات الفيلم (الإنجليزية)
- داركر ذان بلاك على موقع ANN anime (الإنجليزية)
- داركر ذان بلاك على موقع ANN manga (الإنجليزية)